# 鲁斯兰·捷尔诺沃伊
鲁斯兰·安德烈耶维奇·捷尔诺沃伊（俄語：Руслан Андреевич Терновой，2001年4月10日—），俄罗斯男子跳水运动员，2018年夏季青年奥林匹克运动会男子3米跳板、男子10米跳台和混合团体铜牌得主、2025年世界游泳锦标赛男子双人10米跳台银牌得主。